# David S. Palmer Arena
La David S. Palmer Arena è un impianto sportivo polivalente statunitense, situato a Danville, in Illinois.
Viene utilizzato soprattutto per l'hockey su ghiaccio: ospita gli incontri casalinghi degli Eastern Illinois Panthers, squadra della Eastern Illinois University, e - dal 2021 - dei Vermilion County Bobcats, squadra professionistica della Southern Professional Hockey League. In precedenza avevano usato l'arena sia i Danville Dashers originali (1981-1986) che i Danville Dashers iscritti in Federal Hockey League (2011-2020), ma anche i Danville Fighting Saints della AAHL oltreché diverse squadre giovanili.
Ha ospitato anche incontri di indoor football (i Danville Demolition nella stagione 2007 della American Indoor Football) e pallacanestro (i Danville RiverHawks nella stagione 2015-2016 della Premier Basketball League).
Lo stadio può ospitare 2.350 persone per gli eventi sportivi, ma la capienza sale a 4.750 per gli eventi musicali.